# Campylocentrum pernambucense
Campylocentrum pernanmbucense  é uma espécie de orquídea, família Orchidaceae, que exite apenas no estado de Pernambuco, no Brasil. Trata-se de planta epífita, monopodial, com caule alongado, bastante ramificado e folhas cilíndricas, cujas inflorescências brotam nódulo do caule oposto à base da folha. As flores são minúsculas, brancas, de sépalas e pétalas livres, e nectário na parte de trás do labelo. Pertence à secção de espécies de Campylocentrum com folhas teretes curtas e finas.

## Publicação e histórico
- Campylocentrum pernambucense Hoehne, Arq. Bot. Estado São Paulo, n.s., f.m., 1: 22 (1938).

Hoehne publicou esta espécie em 1938 com base em um espécime coletado em Pernambuco. Situa-se entre um grupo de espécies de plantas delicadas, com folhas aciculares finas que não chegam a dois centímetros de comprimento. Trata-se de espécie bastante similar aos Campylocentrum aciculatum e Campylocentrum wawrae, porém do primeiro diferencia-se por ter labelo trilobulado e do segundo por apresentar flores maiores e de segmentos muito mais estreitas e agudos. Trata-se de planta muito pouco conhecida e estudada, sobre a qual quase não há referências.